# Fritz Kampers

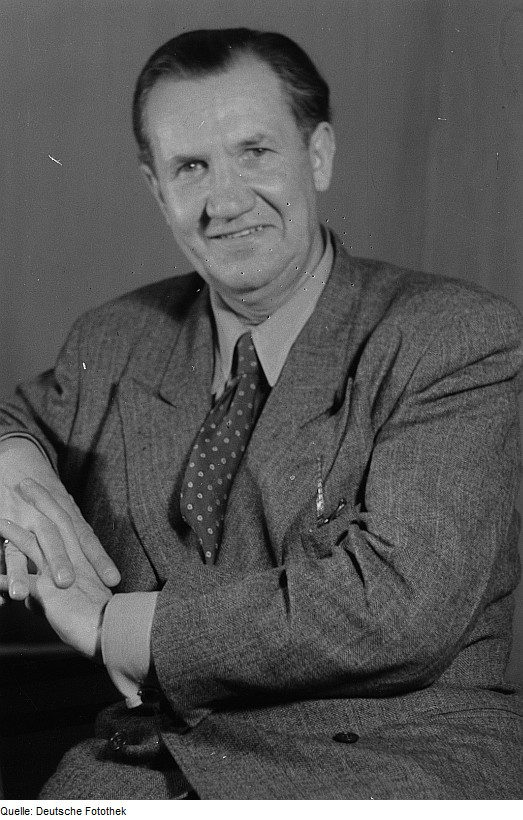
Fritz Kampers, 1947

Fritz Kampers (* 14. Juli 1891 in München als Friedrich Kampers; † 1. September 1950 in Garmisch-Partenkirchen) war ein deutscher Schauspieler.

## Leben und Arbeit
Fritz Kampers war der Sohn eines Münchener Hotelbesitzers, verbrachte seine frühe Kindheit in Garmisch-Partenkirchen und besuchte ein Internat im oberbayerischen Weilheim. Nach dem Realschulabschluss absolvierte er eine kaufmännische Lehre in einer Münchener Textilhandlung und nahm gleichzeitig Schauspielunterricht bei Richard Stury, der als Präsident der Münchener Versuchsbühne vorsaß. Nach Auftritten an kleinen Münchener Vorstadtbühnen wie dem Alhambratheater tingelte er durch die Provinz und fand schließlich Engagements in Alzey, Karlsruhe, Luzern, Sondershausen, Helmstedt und Aachen. Während des Ersten Weltkrieges diente er als Kavallerist an der Ostfront, wurde verwundet, entlassen und schloss sich den Fronttheatern in Warschau und Łódź an.
Während eines 1917 begonnenen Engagements am Münchner Volkstheater lernte Fritz Kampers den Regisseur Franz Seitz kennen, der ihm einige Filmengagements verschaffte. Auch als Filmregisseur trat er zwischen 1917 und 1920 in Erscheinung. In Der Volkstyrann spielte unter seiner Leitung der berühmte Kollege Albert Steinrück die Hauptrolle. 1920 ging er nach Berlin, wo er als Schurkendarsteller ein Jahr lang für Gustav Althoffs Filmgesellschaft arbeitete und gleichzeitig an Bühnen wie dem Kleinen Schauspielhaus, dem Lessingtheater, dem Deutschen Theater und dem Revuetheater „Admiralspalast“ auftrat. Populär wurde Kampers auch als Kabarettist; zeitweilig gehörte er dem Ensemble von Trude Hesterbergs politisch-literarischem Kabarett „Die Wilde Bühne“ an.
Mitte der 1920er Jahre wechselte Fritz Kampers das Rollenfach und spielte als komischer Charakterdarsteller kernige Originale und fesche Soldaten und Offiziere, oft mit bajuwarischem Einschlag. Das Sympathische dieser Typen, die er bis zum Ende seiner Filmlaufbahn mit Erfolg verkörperte, bestand in dem scheinbaren Gegensatz von urwüchsiger Robustheit und Ungeschliffenheit einerseits – Kampers’ Gesten waren sparsam, seine kurzen Sätze warf er trocken und fast absichtslos hin – und Witz, Pfiffigkeit und unvermuteter Tiefe andererseits.

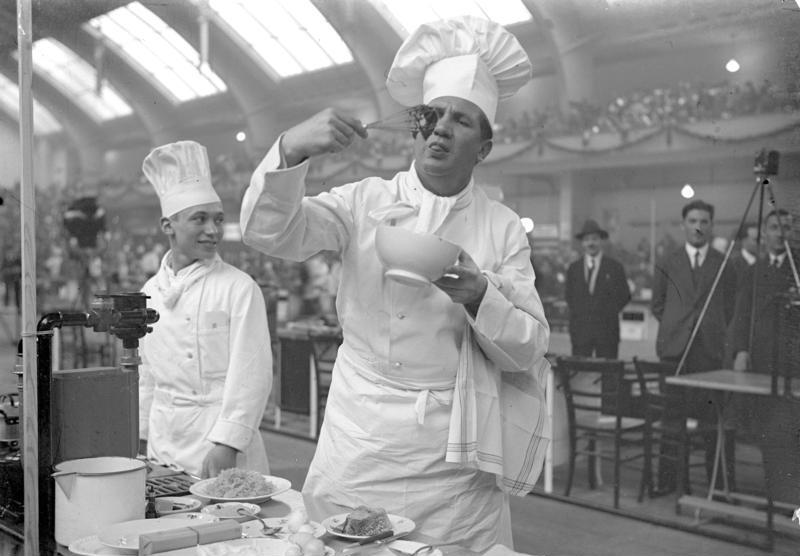
Fritz Kampers bei einem Wettkochen für Schauspieler in Berlin, 1932

Der Wechsel zum Tonfilm fiel Fritz Kampers leicht. Große Rollen hatte er in Max Obals Komödie Die lustigen Musikanten (1930), in G. W. Pabsts Filmen Westfront 1918 (1930) und Kameradschaft (1931), in Drei von der Stempelstelle (1932) und Zwei gute Kameraden (1933). Als 1933 viele Filmkünstler wegen des nationalsozialistischen Regierungsantritts ins Ausland gingen und die Filmindustrie händeringend nach geeignetem Ersatz suchte, erhielt Kampers, der in der Zeit nach dem Ersten Weltkrieg gelegentlich auch Regie geführt hatte, Gelegenheit, zwei eigene Filme zu inszenieren: den Schwank Konjunkturritter (1933/34; mit Weiß Ferdl und Sabine Peters) und das Verwechslungslustspiel Ich sing’ mich in dein Herz hinein (1934; mit Lien Deyers und Hans Söhnker). 
Seine Schauspielkarriere setzte er auch unter dem Regime des Nationalsozialismus fort. Von 1934 an gehörte er zum Ensemble der Berliner Volksbühne und daneben trat er weiterhin in Filmen auf – auch in nationalsozialistischen Propagandafilmen wie Drei Kaiserjäger (1933), Die vier Musketiere (1934), Urlaub auf Ehrenwort (1937), Im Namen des Volkes (1939), Robert und Bertram (1939), Der Feuerteufel (1940), Über alles in der Welt und Anschlag auf Baku (1941). Kampers wurde 1939 von Joseph Goebbels zum Staatsschauspieler ernannt. Er stand 1944 in der Gottbegnadeten-Liste des Reichsministeriums für Volksaufklärung und Propaganda.
Auch im Nachkriegsfilm fand Fritz Kampers bald wieder Beschäftigung mit Nebenrollen in Filmen wie Sensation im Savoy und Schwarzwaldmädel, die beide 1950 in die Kinos kamen. Im September des Jahres starb Kampers jedoch im Alter von 59 Jahren. Insgesamt war Fritz Kampers einer der aktivsten Darsteller des deutschen Films: zwischen 1918 und 1950 hat er in mehr als 260 Filmen mitgewirkt, das ist jeder 17. Film, der in diesem Zeitraum in Deutschland produziert wurde.
Seine Ruhestätte befindet sich auf dem Evangelischen Friedhof in Neubeckum.

## Filmografie (Auswahl)
als Darsteller, wenn nicht anders angegeben:

### Stummfilme
- 1917: Der Rubin des Maharadscha
- 1917: Der Hauptmann-Stellvertreter
- 1918: Lussandra, die Königssklavin
- 1918: Almenrausch und Edelweiß (auch Regie)
- 1918: Der schwarze Jack
- 1919: Verlorenes Spiel
- 1919: Lyas Flirt mit dem Heiligen
- 1919: Foxtrott-Papa
- 1919: Ein Hochzeitsmorgen
- 1919: Die sterbende Salome
- 1919: Der schwarze Jack
- 1920: Menschliche Trümmer; Regie, Darsteller
- 1920: Zügelloses Blut. 1. Luxusfieber
- 1920: Zügelloses Blut. 2. Die Diamantenfalle
- 1920: Tom Black, der Verbrecherfürst. 1. Teil: Die Teufelsuhr
- 1920: Tom Black. 2. Teil: Der tote Passagier
- 1920: Teufel und Circe
- 1920: Der Todesschacht
- 1920: Das Ende des Abenteuers Paolo de Gaspardo
- 1920: Gefolterte Herzen: 1. Teil: Ohne Heimat
- 1920: Gefolterte Herzen: 2. Teil: Glück und Glas
- 1920: Flametti. 1. Die Unschuldigen
- 1920: Flametti. 2. Das Gespensterfest
- 1920: Der Ochsenkrieg
- 1920: Der letzte Schuß
- 1920: Der Volkstyrann; Regie
- 1921: Loge Nr. 11
- 1921: Die Diamentenkonkurrenz
- 1921: Die Apotheke des Teufels
- 1921: Die rote Hexe
- 1921: Arme, kleine Eva: 2. Teil
- 1921: Aus dem Schwarzbuch eines Polizeikommissars, 1. Teil: Loge Nr. 11
- 1921: Was der Totenkopf erzählt
- 1921: Erzgauner
- 1921: Die Minderjährige: Zu jung fürs Leben
- 1922: Tiefland
- 1922: Der alte Gospodar
- 1922: Gelbstern
- 1922: Der Todesreigen
- 1922: Monna Vanna
- 1922: Lola Montez, die Tänzerin des Königs
- 1923: Nachtstürme
- 1923: Der steinerne Reiter
- 1923: Der Mensch am Wege
- 1923: Wilhelm Tell
- 1924: In den Krallen der Schuld
- 1924: Lord Reginalds Derbyritt
- 1924: Nanon
- 1924: Ein Traum vom Glück
- 1924: Der Weg zu Gott
- 1924: Arabella, der Roman eines Pferdes
- 1924: Die Stimme des Herzens
- 1924: Die Liebesbriefe einer Verlassenen
- 1924: Komödianten
- 1925: Menschen am Meer
- 1925: Die vom Niederrhein
- 1925: Aufstieg der kleinen Lilian
- 1925: Zapfenstreich
- 1925: Heiratsannoncen
- 1925: Reveille, das große Wecken
- 1925: Wallenstein
- 1925: Götz von Berlichingen zubenannt mit der eisernen Hand
- 1925: Halbseide
- 1926: Grüß mir das blonde Kind am Rhein
- 1926: Die Mühle von Sanssouci
- 1926: Der Mann ohne Schlaf
- 1926: Der Stolz der Kompagnie
- 1926: Fünf-Uhr-Tee in der Ackerstraße
- 1926: Unser täglich Brot
- 1926: Nanette macht alles
- 1926: Der Prinz und die Tänzerin
- 1926: Der Provinzonkel
- 1926: Wir sind vom K. u. K. Infanterie-Regiment
- 1926: Der Hauptmann von Köpenick
- 1926: Ich hatt' einen Kameraden
- 1926: Kubinke, der Barbier, und die drei Dienstmädchen
- 1926: Die Kleine und ihr Kavalier
- 1926: Überflüssige Menschen
- 1926: Der Pfarrer von Kirchfeld
- 1926: Der Jäger von Fall
- 1926: Die Flucht in den Zirkus
- 1926: In der Heimat, da gibt’s ein Wiedersehn!
- 1926: Der Juxbaron
- 1926: Die Piraten der Ostseebäder
- 1927: Die Tochter des Kunstreiters
- 1927: Da hält die Welt den Atem an
- 1927: Deutsche Frauen: Deutsche Treue
- 1927: Verbotene Liebe
- 1927: Das rosa Pantöffelchen
- 1927: Der Meister der Welt
- 1927: Frühere Verhältnisse
- 1927: Die selige Exzellenz
- 1927: Ein schwerer Fall
- 1927: Ich habe im Mai von der Liebe geträumt
- 1927: Der Fluch der Vererbung
- 1927: Der Bettler vom Kölner Dom
- 1927: Vom Leben getötet
- 1927: Funkzauber
- 1927: Ein Mädel aus dem Volke
- 1927: Leichte Kavallerie
- 1927: Wochenendzauber
- 1927: Wenn Menschen reif zur Liebe werden
- 1927: Petronella
- 1927: Schwere Jungs: leichte Mädchen
- 1927: Gustav Mond … Du gehst so stille
- 1927: Almenrausch und Edelweiß
- 1928: Dragonerliebchen
- 1928: Der Piccolo vom Goldenen Löwen
- 1928: Heut’ tanzt Mariett
- 1928: Herbstzeit am Rhein
- 1928: Fräulein Chauffeur
- 1928: Die Dame und ihr Chauffeur
- 1928: Vom Täter fehlt jede Spur
- 1928: Der Staatsanwalt klagt an
- 1928: Robert und Bertram
- 1928: Ein besserer Herr
- 1928: Der Weiberkrieg
- 1928: Mary Lou
- 1928: Die Dame mit der Maske
- 1928: Heiratsfieber
- 1928: Ossi hat die Hosen an
- 1928: Das Haus ohne Männer
- 1928: Lemkes sel. Witwe
- 1929: Somnambul
- 1929: Die Frau, die jeder liebt, bist Du!
- 1929: Tempo! Tempo!
- 1929: Die Zirkusprinzessin
- 1929: Drei Tage auf Leben und Tod
- 1929: Fräulein Fähnrich
- 1929: Das närrische Glück
- 1929: Durchs Brandenburger Tor
- 1929: Das Recht der Ungeborenen
- 1929: Autobus Nr. 2
- 1929: Die fidele Herrenpartie
- 1929: Ehe in Not
- 1929: Katharina Knie
- 1929: Jugendtragödie
- 1929: Die Herrin und ihr Knecht
- 1929: Freiheit in Fesseln

### Tonfilme bis 1945
- 1930: Wenn Du noch eine Heimat hast
- 1930: Tingel Tangel
- 1930: Lumpenball
- 1930: Das Donkosakenlied
- 1930: Der Witwenball
- 1930: O Mädchen, mein Mädchen, wie lieb' ich Dich!
- 1930: Westfront 1918
- 1930: Dreyfus
- 1930: Der Korvettenkapitän/Blaue Jungs von der Marine
- 1930: Pension Schöller
- 1930: Die Drei von der Tankstelle
- 1930: Zwei Welten
- 1930: Die lustigen Musikanten
- 1930: Kohlhiesels Töchter
- 1931: Strohwitwer
- 1931: Gloria
- 1931: Die Bräutigamswitwe
- 1931: Schuberts Frühlingstraum
- 1931: Reserve hat Ruh
- 1931: Kameradschaft/La tragédie de la mine
- 1931: Stolz der dritten Kompanie
- 1932: Strich durch die Rechnung
- 1932: Strafsache van Geldern
- 1932: Skandal in der Parkstraße
- 1932: Frau Lehmanns Töchter
- 1932: Drei von der Stempelstelle
- 1932: Drei von der Kavallerie
- 1932: Ballhaus goldener Engel
- 1932: Der Stolz der 3. Kompanie
- 1932: Let's Love and Laugh
- 1932: Grün ist die Heide
- 1932: Liebe in Uniform
- 1932: Das Blaue vom Himmel
- 1932: Der Rebell
- 1932: Kaiserwalzer
- 1932: Eine Stadt steht kopf
- 1933: Ganovenehre
- 1933: Die verlorene Melodie
- 1933: Schüsse an der Grenze
- 1933: Manolescu, der Fürst der Diebe
- 1933: Eine Frau wie Du
- 1933: Großstadtnacht
- 1933: Zwei gute Kameraden
- 1933: Ein Lied geht um die Welt
- 1933: Meisterdetektiv
- 1933: Laubenkolonie
- 1933: Kleiner Mann – was nun?
- 1933: Die Fahrt ins Grüne
- 1933: Der Judas von Tirol
- 1933: Drei blaue Jungs – ein blondes Mädel
- 1933: Drei Kaiserjäger
- 1933: Die vom Niederrhein
- 1933: Der Jäger aus Kurpfalz
- 1934: Die vier Musketiere
- 1934: Schön ist jeder Tag den Du mir schenkst, Marie Luise
- 1934: Die Liebe und die erste Eisenbahn
- 1934: Ich sing' mich in dein Herz hinein; Regie
- 1934: Der Herr Senator. Die fliegende Ahnfrau
- 1934: Konjunkturritter; Regie
- 1934: Der Doppelbräutigam
- 1934: La Paloma
- 1935: Der Zigeunerbaron
- 1935: Leichte Kavallerie
- 1936: Weiße Sklaven
- 1936: Stadt Anatol
- 1936: Die Drei um Christine
- 1936: Martha
- 1936: Der Bettelstudent
- 1936: Das Veilchen vom Potsdamer Platz
- 1937: Meiseken
- 1937: Spiel auf der Tenne
- 1938: Nordlicht
- 1938: Konzert in Tirol
- 1938: Urlaub auf Ehrenwort
- 1938: Pour le Mérite
- 1938: Spaßvögel
- 1939: Verdacht auf Ursula
- 1939: Legion Condor
- 1939: Im Namen des Volkes
- 1939: Das große Los
- 1939: Robert und Bertram
- 1939: Das Ekel
- 1939: Die goldene Maske
- 1939: Weltrekord im Seitensprung
- 1939: Der Feuerteufel
- 1940: Stern von Rio
- 1940: Links der Isar – rechts der Spree
- 1940: Bal paré
- 1940: Das Fräulein von Barnhelm
- 1941: Der laufende Berg
- 1941: Über alles in der Welt
- 1941: Immer nur Du
- 1941: Anschlag auf Baku
- 1942: Die Entlassung
- 1943: Der zweite Schuß
- 1943: Kollege kommt gleich
- 1943: Der Ochsenkrieg
- 1943: Kohlhiesels Töchter
- 1943: Gabriele Dambrone
- 1943: Akrobat schö-ö-ö-n
- 1943/46: Peter Voss, der Millionendieb
- 1943/47: Jugendliebe
- 1944: Die Zaubergeige
- 1944: Der Meisterdetektiv
- 1944: In flagranti
- 1944: Neigungsehe
- 1944: Das Konzert
- 1944/49: Freitag, der 13.
- 1945: Wir beide liebten Katharina
- 1944/50: Die Kreuzlschreiber
- 1945: Der Scheiterhaufen

### Nachkriegsfilme
- 1948: Morgen ist alles besser
- 1948: Leckerbissen
- 1949: Ich mach dich glücklich
- 1949: Nichts als Zufälle
- 1950: Des Lebens Überfluß
- 1950: Sensation im Savoy
- 1950: Schwarzwaldmädel
- 1950: Die Sterne lügen nicht
- 1950: Die Nacht ohne Sünde

## Hörspiele
- 1949: Die Pfingstorgel – Autor und Regie: Alois Johannes Lippl